# Veronica Guerin (película)

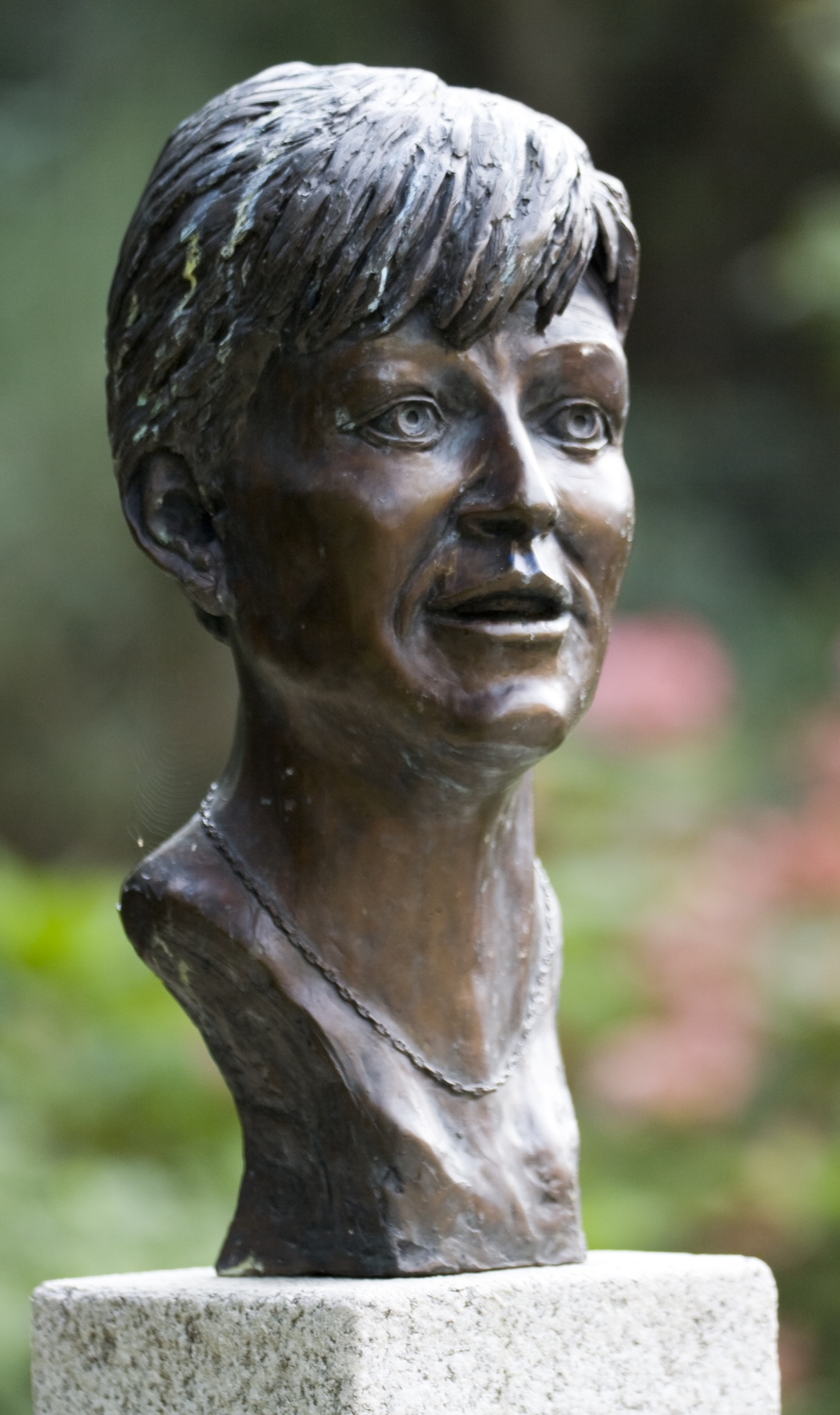
Busto de bronce de la periodista Veronica Guerin. La fotografía fue tomada en 2007.

Veronica Guerin es una película dramática irlandesa estrenada el 8 de julio de 2003 y dirigida por Joel Schumacher. Está basada en la verdadera historia de la periodista irlandesa Veronica Guerin, asesinada por narcotraficantes en 1996. Se trata de una coproducción británica-irlandesa que tuvo como protagonistas principales a Cate Blanchett, en el papel de Guerin, Gerard McSorley, Ciarán Hinds y Brenda Fricker.

## Sinopsis
La película se inicia con el asesinato de Veronica Guerin (Cate Blanchett), perpetrado el 26 de junio de 1996 por dos hombres en motocicleta en una carretera cercana a Dublín y luego la acción pasa a describir su vida. La protagonista es una periodista independiente que trabaja para el Sunday Independent y quien ha estado investigando acerca del tráfico de drogas en Irlanda. Había comenzado su labor con el asesinato en la calle de un adicto preadolescente y continuado con la búsqueda de los grandes traficantes recolectando información de fuentes del bajo mundo criminal, en especial de John Traynor (Ciarán Hinds). Cuando se encuentra profundizando la investigación recibe golpes, disparos y una amenaza de muerte a su joven hijo Cathal (Simon O'Driscoll). Traynor, su informante, comienza a darle información errónea para tratar de protegerse a sí mismo y a su jefe, John Gilligan (Gerard McSorley), y en esa forma la desvía hacia el criminal Gerry "El Monje" Hutch (Alan Devine). La periodista lo persigue y al descubrir que Hutch no está involucrado continúa la investigación pese a los atentados y las amenazas y ello la conduce finalmente a la muerte. 
Al final de la película se indica: 

"El homicidio de Veronica Guerin significó un vuelco en la guerra contra las drogas pues galvanizó a Irlanda en la lucha. Miles de personas salieron a las calles en marchas semanales a protestar contra las drogas que forzaron a los traficantes a salir de Dublín. Antes de que transcurriera una semana de su muerte, el Parlamento en una sesión de emergencia modificó la Constitución de la República de Irlanda para permitir que la Suprema Corte pudiera congelar los bienes de los sospechosos de traficar drogas."

## Elenco
- Cate Blanchett - Veronica Guerin
- Gerard McSorley - John Gilligan
- Ciarán Hinds - John Traynor
- Brenda Fricker - Bernie Guerin
- Don Wycherley - Chris Mulligan
- Alan Devine - Gerry "El Monje" Hutch
- Colin Farrell - Joven tatuado
- Danielle Fox-Clarke - Chica drogadicta
- Barry Barnes - Graham Turley
- Simon O'Driscoll - Cathal Turley
- Emmet Bergin - Aengus Fanning
- Charlotte Bradley - Anne Harris
- Mark Lambert - Willie Kealy
- Garrett Keogh - Tony Gregory
- Maria McDermottroe - Geraldine Gilligan
- Paudge Behan - Brian Meehan
- Joe Hanley - Eugene "Dutchie" Holland
- David Murray - Charles Bowden
- Karl Sheils - Miembro de la banda de Gilligan
- Barry McEvoy - Miembro de la banda de Gilligan
- Gina Costigan - Novia de Traynor
- Gerry O'Brien - Martin Cahill
- Gabrielle Reidy - Frances Cahill
- Paul Roe - Tommy Mullen
- David Herlihy - Peter "Fatso" Mitchell
- Darragh Kelly - Terry Fagan
- Laurence Kinlan - Timmy
- Sarah O'Reilly-Maloney	- Muchacha
- Paul Ronan - Jimmy Guerin
- Niall Tóibín - Ballaugh

## Críticas
En su crítica de la película, el periodista Pablo O. Scholz del diario Clarín de Buenos Aires dice que es un filme mediocre en el cual su credibilidad del espectador se ve afectada por la sumatoria de clichés que Schumacher da sobre la realidad irlandesa y la relación de la periodista con sus superiores, la policía y la mafia; la envidia y desidia con la que otros miembros de la prensa la hostigan y burlan; y el epílogo con aires triunfalistas. Pese a tratarse de una coproducción irlandesa-británica, tiene el sello hollywoodense en cada fotograma, dice el crítico. Rescata las actuaciones y afirma que no es culpa de los actores que el sentimentalismo más propio del periodismo amarillo se apodere del filme.
Por su parte, la crónica de El amante del cine sintetiza en esta forma a la película: "La simplificación ideológica y dramática le da consistencia y energía al relato. La tensión está lograda sin problemas y, como era de esperarse, el final es muy pero muy emotivo".
Para Fernando López, del diario La Nación de Buenos Aires, "la Veronica Guerin que aparece en la pantalla se parece bastante al estereotipo de héroe a que nos ha acostumbrado Hollywood: tiene un coraje y una determinación que no admiten titubeos, es decidida hasta la obcecación y temeraria hasta el desatino; no parece agitarse en su interior ningún conflicto. El compromiso con la misión que se ha impuesto -desenmascarar públicamente a los barones del narcotráfico y rescatar de sus garras a buena parte de la infancia y la juventud dublinesa- es tan profundo que la lleva no sólo a luchar desde las páginas del diario, sino a meterse en el propio terreno de los delincuentes. Luego de una escena inicial de potente efecto se narra una serie de episodios que responden a un esquema que se reitera y va perdiendo brío a medida que el film avanza y al llegar al desenlace ya casi ninguna tensión perdura". Rescata "la convicción que muestra Cate Blanchett en su composición y la variedad de matices con que la actriz otorga algún espesor humano a un papel que el guion concibió como unidimensional" y remata afirmando que la gesta de Veronica Guerin merecía un retrato menos esquemático y más humano.
La crónica de The New York Times expresa: "Lamentablemente los títulos que abren y cierran la película son las partes de la película más informativas y también las más poderosas. Lo que viene entre ellos es una chata, recargada, melodramática cruzada contra el mal en la cual las formidables dotes actorales de Blanchett están reducidas a un corte de cabello y a un acento. Los realizadores han conseguido convertir la fascinante historia de Veronica Guerin en un relato largo y tedioso y hacer que ese drama de la vida real parezca tan falso como los de la televisión mediocre."
"En una historia de estas características sería ineludible tratar el conflicto de la protagonista entre el trabajo que está realizando y el bienestar de su esposo e hijo, pero el director lo zanja con una breve escena de ella y su familia. El personaje justifica su obstinación con los habituales clichés acerca de cambiar de actitud y hacer algo en lo que realmente cree pero el filme hace una pobre labor cuando trata de explicarlo. Su método investigativo parece ser encarar a las luminarias del bajo fondo irlandés y preguntarles si están vendiendo drogas. Las respuestas son cada vez más violentas y recibe un disparo en la pierna y una fuerte golpiza. Sus antagonistas son un enredado ensamblaje de personajes que podría haber importado de la película Harry el Sucio y los editores, detectives y políticos que son sus renuentes aliados son más bien tipos que personajes. La relación más interesante es la de la periodista con su principal informante del bajo fondo, John Traynor (Ciaran Hinds), un rufián con tostado permanente y anticuado bigote."
"La película sugiere que las complicadas lealtades de Traynor con la delincuencia ponen la vida de Guerin en peligro tanto como su propia obstinación, pero el guion es tan chapucero que muy poca intriga se desarrolla, como tampoco genuina emoción, un defecto que el director trata de superar con un inteligente montaje y una fuerte y persistente música. Veronica Guerin es un filme decepcionante que desperdicia una sombría y heroica historia que pudo originar una buena película."

## Premios y candidaturas
- - Globos de Oro
- Candidata a mejor actriz dramática (Cate Blanchett)

- - Premios Empire
- Ganadora - Premio a la mejor actriz (Cate Blanchett)

- - Premios IFTA
- Ganadora - Mejor película irlandesa (premio del público)
- Candidata - Mejor película irlandesa
- Candidato - Mejor actor de reparto en película y televisión (Ciarán Hinds)
- Candidata - Mejor actriz de reparto en película y televisión
- Candidata - Mejor fotografía en película y televisión
- Candidata - Mejor vestuario
- Candidata - Mejor peinado/maquillaje